# フランシスコ・デ・ペニャローサ
フランシスコ・デ・ペニャローサ（Francisco de Peñalosa, 1470年ごろ – 1528年4月1日 セビーリャ）はスペイン盛期ルネサンス音楽の作曲家。タラベラ・デ・ラ・レイナ出身。「教会楽長」として長らくセビーリャで活躍するが、ブルゴスにも滞在し、1518年から1521年までローマで教皇庁にも仕えた。
ペニャローサは、モラーレス以前のスペイン人作曲家では最も著名な一人であり、その作品は当時としては高い評価を受けていた。不幸にして出版術の恩恵に浴せず、また出版業の中心地であるヴェネツィアやアントウェルペンとは遠く離れたスペインに長年とどまっていたことから、ペニャローサの作品は広くは流布しなかった。後輩スペイン人作曲家のゲレーロやモラーレス、ビクトリアらが、ローマに行って経歴を築き、16世紀のヨーロッパを支配したフランドル楽派の作曲家と同じように作品が出版され、各地に流通したのとは対照的である。
ミサ曲、マニフィカト、モテット、イムヌスなどの宗教曲を手懸けたが、世俗曲も6声のクォドリベットなど11曲が現存する。ペニャローサは明らかに対位法やカノンに凝っており、単旋律聖歌の定旋律を、ハイネ・ヴァン・ギゼゲムの有名な世俗歌曲の逆行形と組み合わせるといった趣向も見せている。
長年ジョスカン・デプレの作品と推測されてきたモテット《 Sancta mater istud agas 》は、ペニャローサの作品である。このことは、両者の様式的な類似や、ペニャローサ作品の質の高さを示していよう。